# Schweigekartell
Unter einem Schweigekartell versteht man eine kalkulierte Informationsunterdrückung, eine Vereinbarung oder ein gleichgerichtetes Verhalten, bei dem die Akteure bestimmte, für andere Betroffene wichtige Informationen nicht preisgeben respektive für sie selbst unvorteilhafte Themen konsequent nicht ansprechen, also totschweigen. Es handelt sich dabei nicht um ein echtes Kartell im Sinne eines organisierten Bündnisses von Konkurrenten.

## Ökonomie
Im herkömmlichen, wirtschaftlichen Kartellwesen gibt oder gab es Phänomene, die einem „Schweigekartell“ zum Teil entsprechen. Zu nennen sind hier private Preismeldestellen und die Submissionskartelle bei Auftragsausschreibungen. In beiden Fällen versuchen die Kartellmitglieder Markttransparenz nur für sich selbst herzustellen und die andere Marktseite über die festgestellten Geschäftsabschlüsse oder die eigenen Kalkulationspreise im Unklaren zu lassen respektive zu täuschen. In der Folge kaufen die Nachfrager, respektive die Aufträge vergebende öffentliche Hand zu Preisen, die höher sind als der Gleichgewichtspreis. Das Verhindern von beiderseitiger Markttransparenz führt zu einer Verletzung des Prinzips der „unsichtbaren Hand“, da sich der Preis nun nicht mehr über informierte Handlungsentscheidungen der anderen Marktteilnehmer ausgleichen kann. 
Preismeldestellen können als Vorstufe von normalen, illegalen Preiskartellen gelten. Bei solchen werden die Verkaufspreise vom Kartell festgelegt. Submissionskartelle sind auch heute – trotz intensiver Bekämpfung – noch verschiedentlich festzustellen und gelten als Schwachstelle des öffentlichen Auftragswesens.